# جورج بيني
جورج بيني (بالإنجليزية: George Penny)‏ هو سياسي كندي، ولد في 24 أكتوبر 1897، وتوفي في 4 ديسمبر 1949. حزبياً، نشط في الحزب الليبرالي الكندي. وقد انتخب عضو مجلس الشيوخ الكندي.